# Reial Junta Particular de Comerç de Barcelona

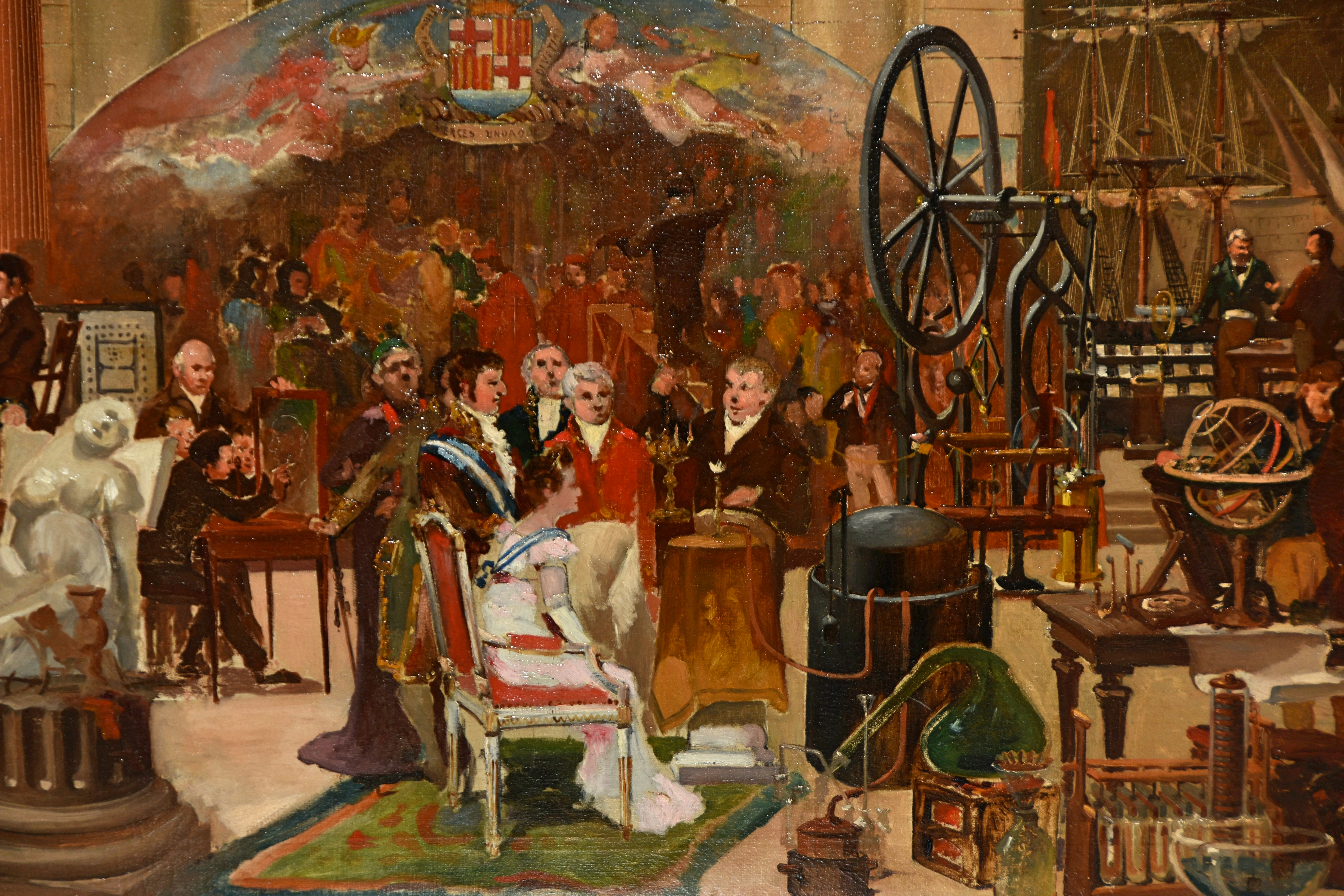
Detall del quadre d'Emili Casals i Camps "Visita dels reis Ferran VII i Maria Amàlia a Llotja l'any 1827" (Museu d'Història de Barcelona MUHBA) que representa al·legòricament les diverses escoles impulsades per la Junta de Comerç

La Real Junta Particular de Comercio, més coneguda com a Junta de Comerç, va ser una institució rectora de l'activitat comercial i industrial catalana. Fou creada a Barcelona el 1758 i substituïda el 1847 per la Junta Provincial d'Agricultura, Indústria i Comerç. La Junta de Comerç fomentà el comerç interior com l'exterior, especialment a Amèrica i impulsà escoles d'ensenyament tècnic per a aconseguir uns productes competitius, les manufactures d'indianes.
El seu arxiu, riquíssim, bàsic per a estudiar la vida catalana setcentista, es conserva a la Biblioteca de Catalunya. Fou el lloc on es va fer la primera prova amb electricitat de Catalunya, el 1760, quan es va encendre un llum. A més, va encarregar a Antoni de Capmany l'elaboració d'una història econòmica sense parangó en tot el segle xviii.

## Origen
El Decret de Nova Planta comportà la supressió del Consolat de Mar i de les antigues universitats catalanes. Els menestrals i els comerciants catalans reivindicaren la recuperació d'una institució de foment de l'economia des d'aleshores.
A Castella, la Junta de Comercio datava de 1679, els resultats de la qual van ser un fracàs absolut. A partir de 1730, Felip V intenta reorganitzar l'antiga Junta agregant-li organismes afins. Aquesta creació va incentivar la creació de diverses Juntes Particulars, datant la de Barcelona de 1758, o la de València de 1762.
Durant el regnat de Ferran VI, es creà la Junta de Comerç el 16 de març de 1758; però és l'any 1763 quan es disposà de les ordenances aprovades, ja en el regnat de Carles III. Es recuperà la seu de l'antic Consolat de Mar l'any 1767. L'edifici de la Llotja de Mar havia pres funcions de caserna, fou restaurat per a la seva adequació. La seva puixança explicaria la poca penetració de les Societats d'Amics del País a Catalunya.

## Les escoles de la Junta de Comerç
L'any 1769 creà l'Escola de Nàutica, el 1805 les escoles de Química i Taquigrafia, el 1807 l'Escola de Botànica i el 1775 l'Escola Gratuïta de Disseny, que el 1778 passà a anomenar-se Escola de Nobles Arts (El 1849, quan es creà l'Acadèmia Provincial de Belles Arts de Barcelona, l'Escola passà a dependre de l'Acadèmia). Amb posterioritat, s'obriren diferents escoles en els camps de l'economia, la física o la mecànica; dotant a Catalunya d'una xarxa de formació que permetria assolir una indústria competitiva. L'any 1835 va participar en la fundació de la Mutua de Propietarios.
Els ensenyaments promoguts per la Junta de Comerç suplien, fins a cert punt, l'absència d'estudis universitaris a Barcelona, a causa del trasllat forçós de la universitat a Cervera. En no estar subjectes a l'encarcarada normativa acadèmica tradicional i respondre als interessos reals del sector econòmic i productiu, van tenir una alta incidència en el desenvolupament de l'economia i la cultura catalanes. Algunes de les escoles creades per la Junta de Comerç estan a l'origen de centres d'ensenyament superior actuals com l'Escola d'Enginyers o la Facultat de Belles Arts de la UB.
Una d'aquestes escoles va ser l'escola pública de dibuix de Mataró, Aquesta escola va tenir com a professor de dibuix a Joan Barba de 1841 a 1851.
Un dels grans plafons pintats del Paranimf de l'edifici històric de la Universitat de Barcelona evoca els estudis impulsats per la Junta de Comerç. És obra del pintor Antoni Reynés (1884). Semblantment, al Museu d'Història de Barcelona es conserva una pintura d'Emili Casals i Camps sobre el mateix tema.